# Schistophleps major
Schistophleps major är en fjärilsart som beskrevs av Walter Karl Johann Roepke 1946. Schistophleps major ingår i släktet Schistophleps och familjen björnspinnare. Inga underarter finns listade.